# 이근묵
이근묵(李根默, 1883년 음력 2월 11일 ~ ?)은 대한제국과 일제강점기의 군인이다.

## 생애
1900년에 대한제국 육군무관학교 학도로 뽑혀 1903년에 졸업하였다. 육군무관학교 동기생 중에는 후에 일본군 소좌를 지낸 이승녕이 있다. 보병 참위로 임관하여 진위대에 배치 받아 장교로 복무했다.
1907년에 대한제국 군대 해산 사건이 일어났다. 이때 이근묵은 육군 보병 참위로 진위대 제3대대에서 복무하던 중이었으며, 군대가 해산되면서 근위보병대대로 전임하였다. 품계는 9품이었다.
이후 일본군 육군으로 소속을 옮겨 조선군사령부에서 복무하며 보병 중위까지 올랐다. 일본군 보병 중위이던 1920년에 훈6등 서보장을 받고 종7위에 서위된 바 있다.
2008년 민족문제연구소가 발표한 친일인명사전 수록예정자 명단 중 군 부문에 선정되었다.

## 참고 자료
- 이근묵(李根默) - 국사편찬위원회